# Sleidinge
Sleidinge is een dorp in de Belgische provincie Oost-Vlaanderen en een deelgemeente van Evergem, het was een zelfstandige gemeente tot aan de gemeentelijke herindeling van 1977. De inwoners noemen het 'Slenne'. 

## Geschiedenis

### De middeleeuwen
In de 7e eeuw schenkt koning Dagobert aan de pas gestichte Sint-Baafsabdij de Merovingische domeinengroep (of fiscus) Marca, waar Sleidinge deel van uitmaakt. In die periode ging het gewoon op in Evergem, zonder daarom uitdrukkelijk te worden vermeld. In 1220 wordt Sleidinge voor de eerste keer genoemd in het archief van het Sint-Veerlekapittel als Scleidingha. Later zijn nog andere varianten terug te vinden: Scleidingka, Sleydinghen of zelfs Sleyne zoals het nu nog in het lokale dialect heet. De naam komt van het Germaanse slaeido, wat 'glibberige plaats' betekent.
Sleidinge is ontstaan uit een aanvankelijk bebost en woest gedeelte van Evergem, waarmee het nog tot omstreeks het midden van de 13e eeuw was verbonden. Sleidinge was overigens een uitgesproken lage en moerassige streek.
Het oostelijke deel "Sleidinge-Sint-Baafs", oorspronkelijk in bezit van de familie van Gavere en onderdeel van het graafschap Evergem, werd in 1282 verkocht aan de Gentse Sint-Baafsabdij. Het noordelijke en westelijke deel "Sleidinge-Keure", in het bezit van de graven van Vlaanderen, kreeg in 1248 van Margareta van Constantinopel, gravin van Vlaanderen een keure om de ontginning van de heidegronden te bevorderen.
De heren van Sleidinge-Sint-Baafs waren de abten van de Sint-Baafsabdij. Bij de oprichting van het Bisdom Gent in 1559, ging Sleidinge-Sint-Baafs over naar het bisdom en werden de bisschoppen de heren van Evergem en Sleidinge-Sint-Baafs. Koning Filips II verzaakte in 1560 aan zijn rechten van leenheer over de Keure, ten voordele van het Kapittel van Sint-Baafs, zodat de bisschop voortaan recht op de tienden-inkomsten over beide delen van Sleidinge bezat.
Het landelijke Sleidinge onderging het wel en wee van het naburige Gent. Wanneer Gent het in 1453 met Filips de Goede aan de stok heeft, zinnen de hertogelijke Picardiërs op weerwraak en plunderen de dorpen in het Gentse, waaronder ook Sleidinge.

### Na de Franse Revolutie
Pas in 1794 tijdens de Franse Revolutie wordt Sleidinge één parochie en gemeente van ongeveer 5000 inwoners. Twee eeuwen later in 1977 herhaalt de geschiedenis zich en wordt Sleidinge bij Evergem gevoegd, waarvan de parochie in de 13de eeuw werd afgesplitst.
Tot aan de industriële revolutie zijn het merendeel van de inwoners boeren en landarbeiders. Er was ook een bloeiende huisnijverheid en snel kwamen er verschillende textielfabrieken. In 1884 kwam er bijvoorbeeld een katoenweverij, die tot 1968 in werking was.

## Demografische ontwikkeling
- Bronnen:NIS, Opm:1831 tot en met 1970=volkstellingen; 1976 = inwoneraantal op 31 december

## Bezienswaardigheden
- de Sint-Joriskerk, bijgenaamd de Slense Noalde (De Sleidingse Naald), daterend van 1260. De kerktoren van Sleidinge is de meeste spitse van heel Oost-Vlaanderen.
- De spaarbekken in Kluizen van 55 ha omringd door een aarden dijk, aangelegd in 1974 als bevoorradingsreservoir van drink- en industriewater van de Gentse kanaalzone. Het kan dagelijks 40.000 m³ zuiver water leveren.
- Het Psychiatrisch centrum Sleidinge.
- De pomp op het dorpsplein. De pomp vind al sinds 1924 plaats op dorpsplein van Sleidinge.
- Het Rustoord Sint-Franciscus met kapel.
- Diverse boerderijen.

## Galerij

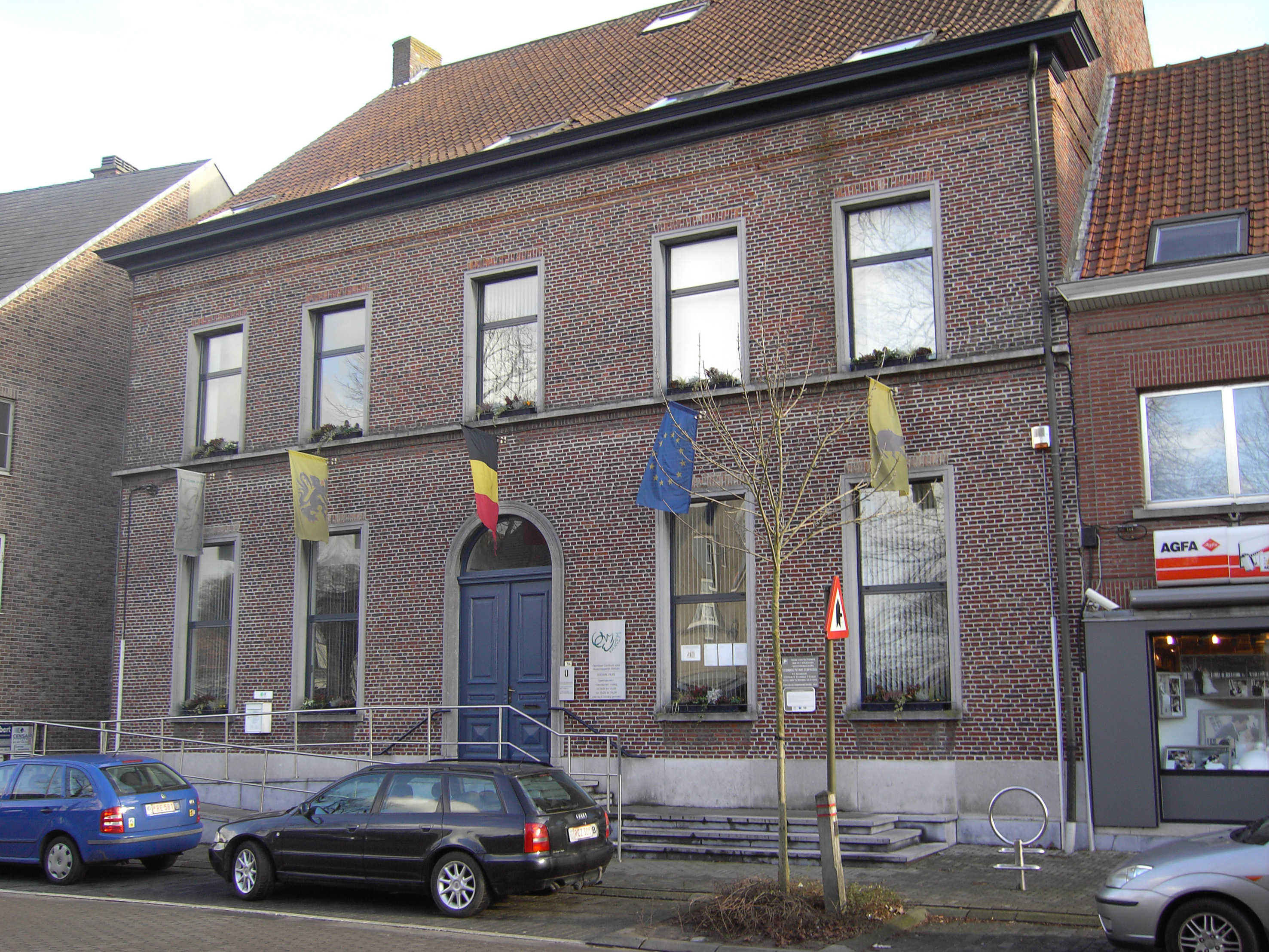
Voormalige gemeentehuis Sleidinge (1825), nu OCMW-bureel van Evergem
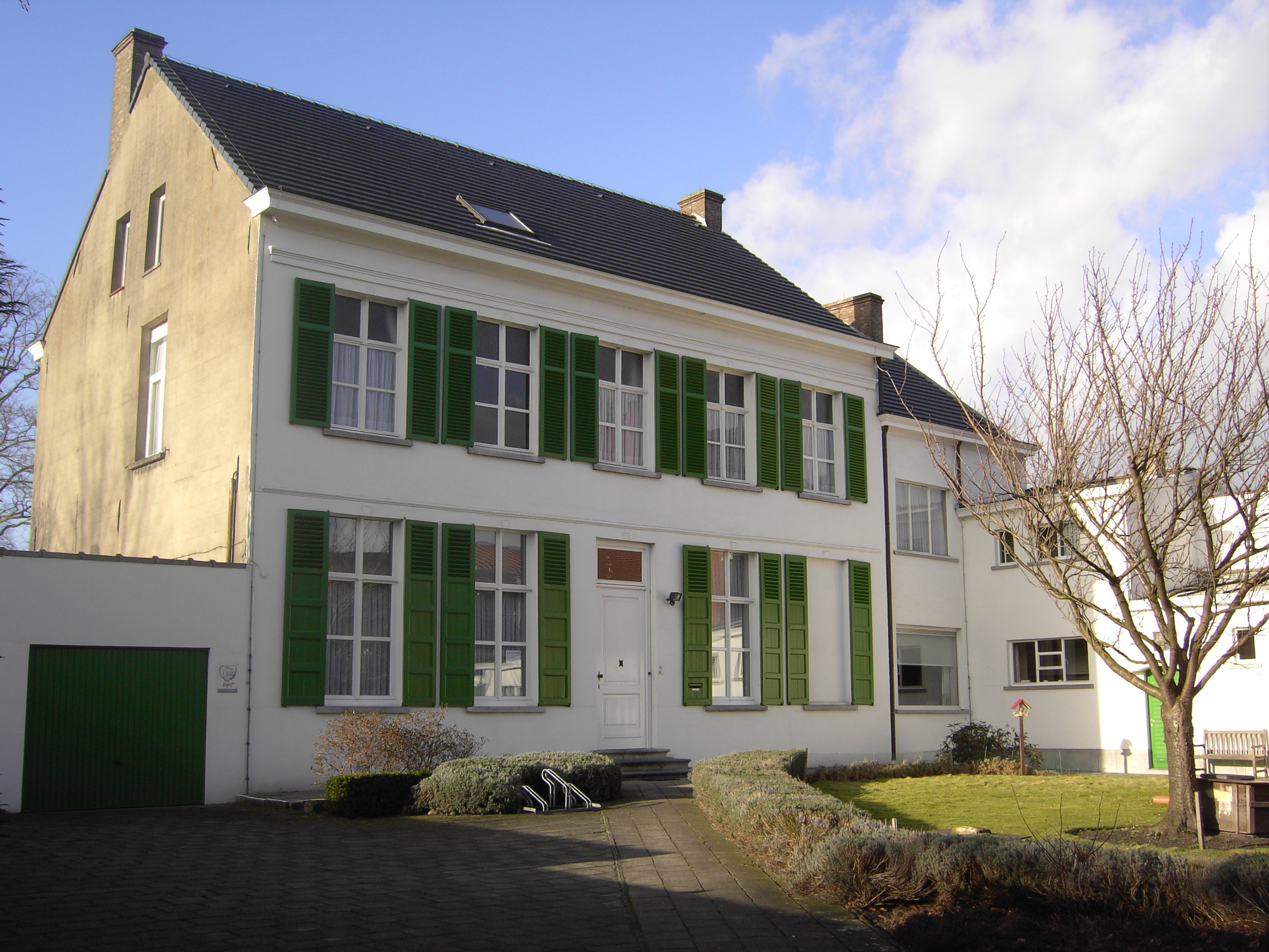
Pastorie van Sleidinge (1791)
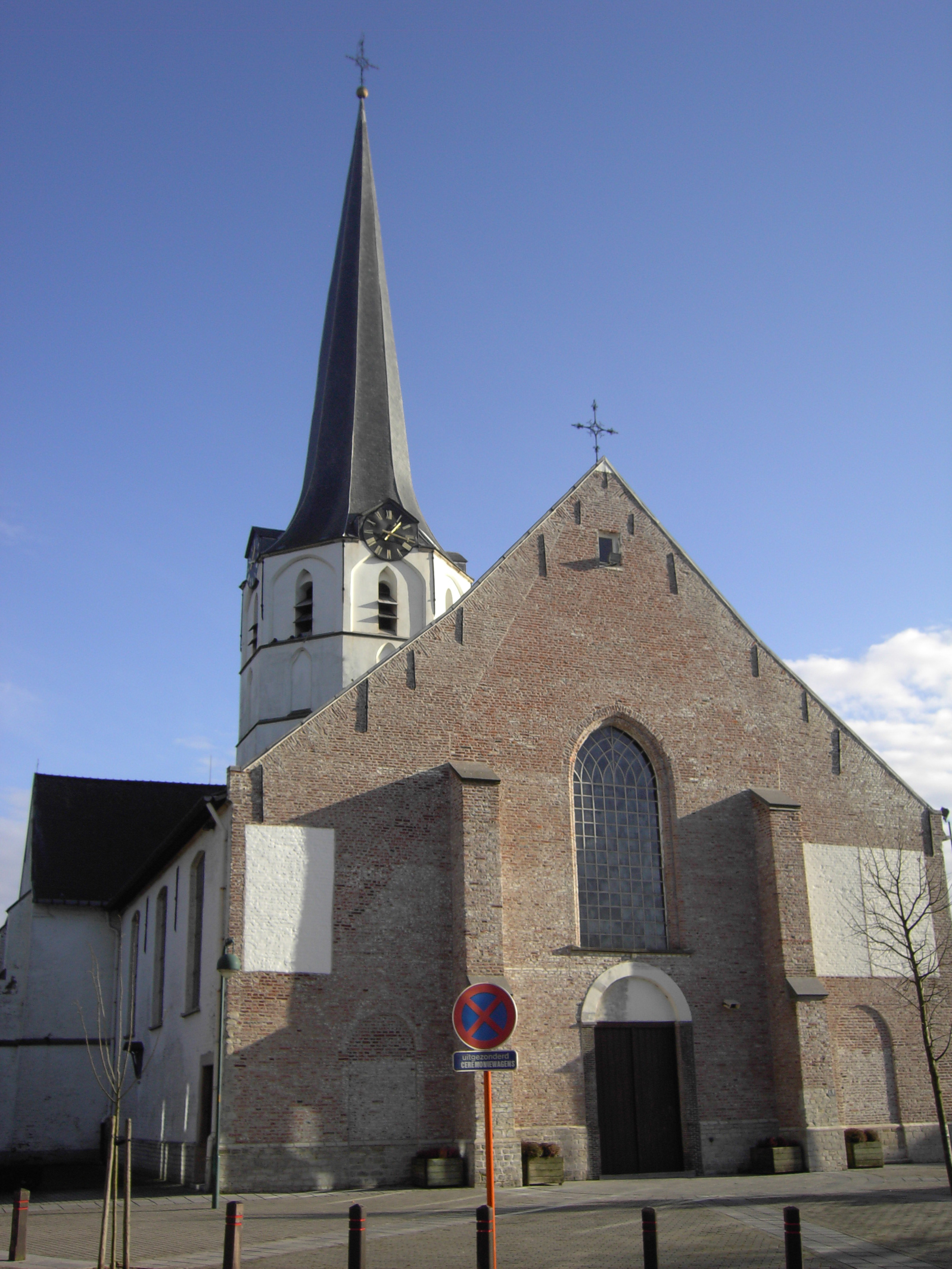
Kerk van Sleidinge (Sint-Joris)
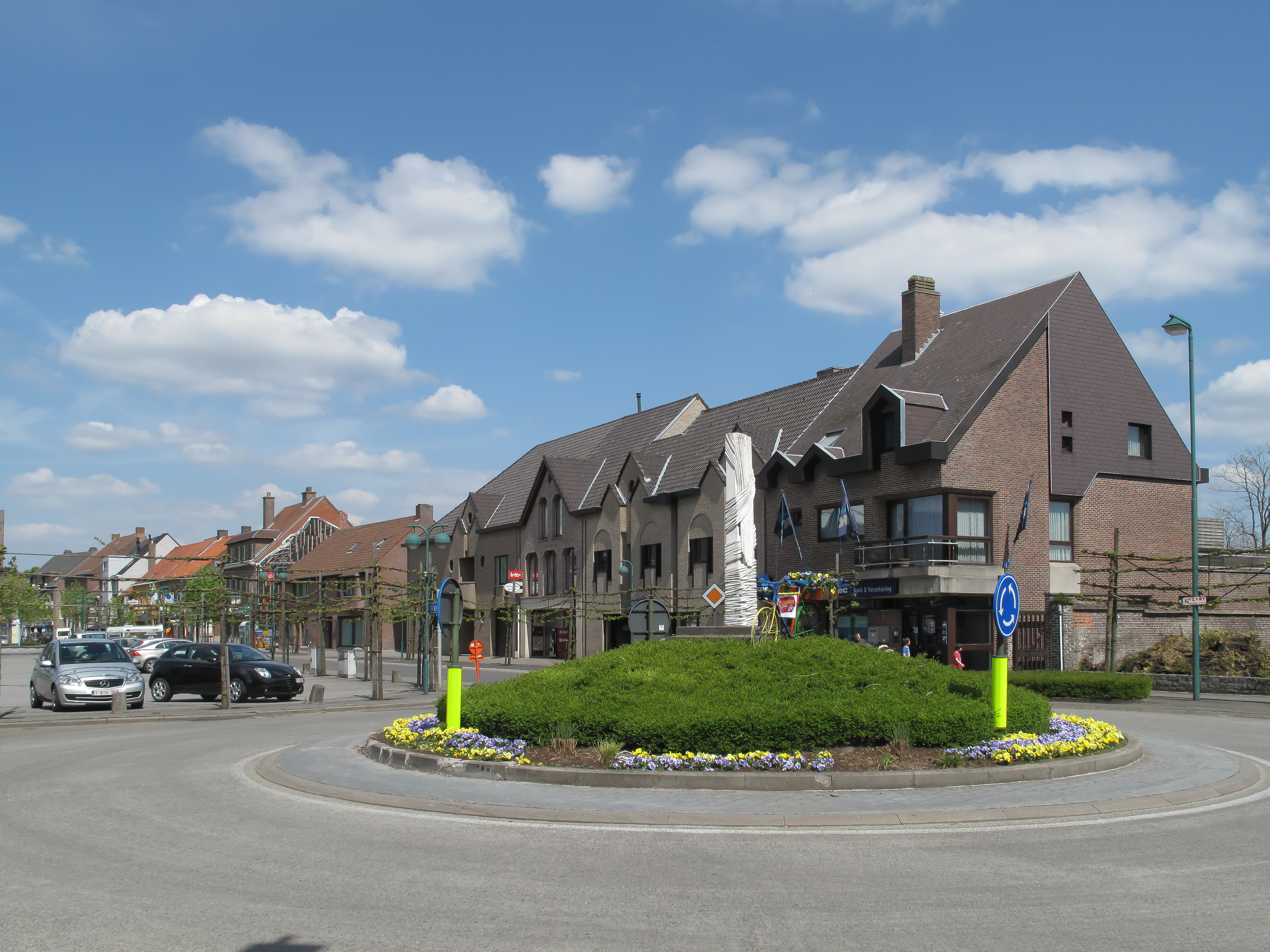
Rotonde in Sleidinge
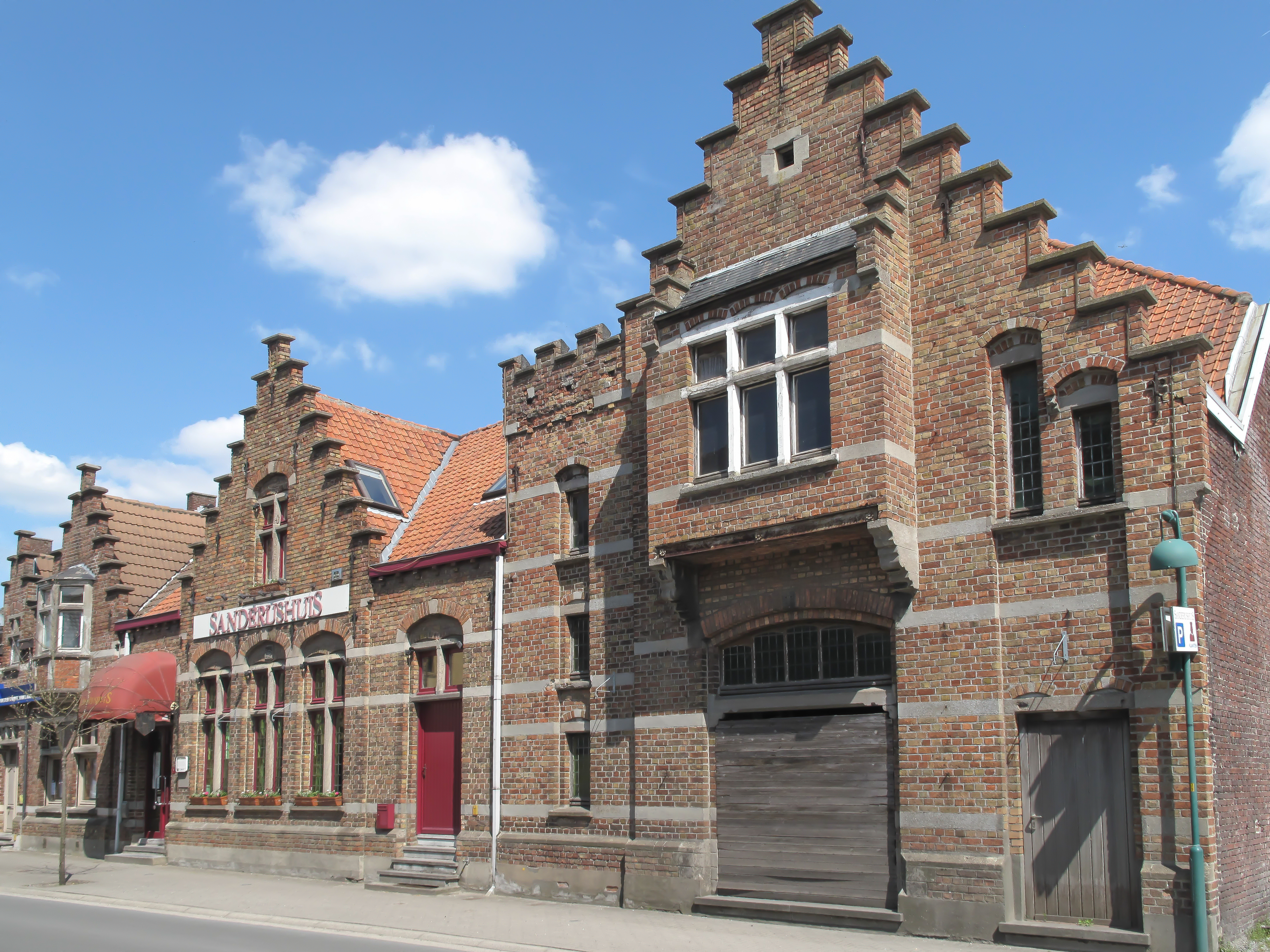
Cultureel erfgoed in Sleidinge (Dorp 4 tot en met 6)
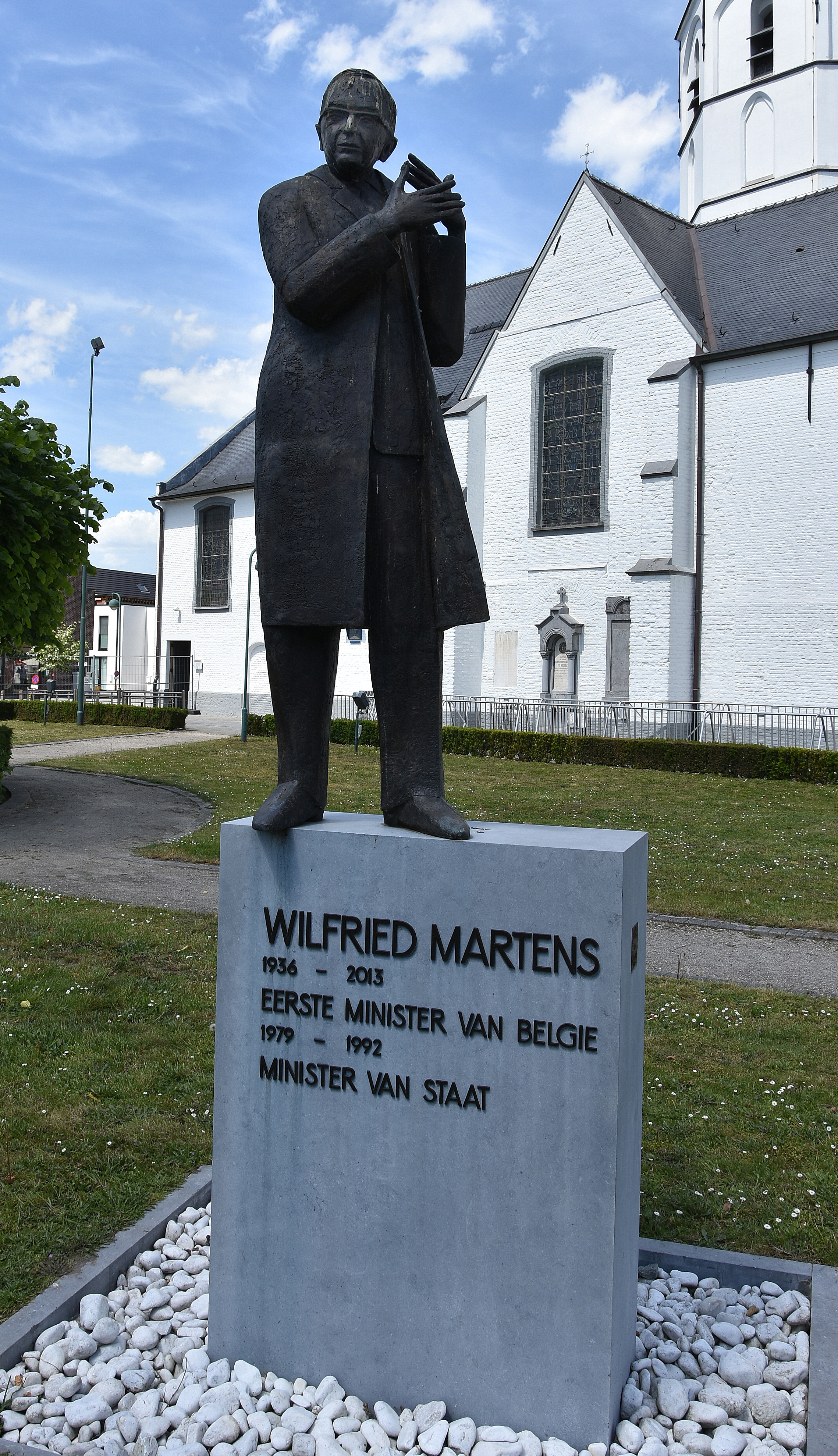
Standbeeld van Wilfried Martens (1936-2013) op het Wilfried Martensplein

## Natuur en landschap
Sleidinge ligt in Zandig Vlaanderen op een hoogte van 5-9 meter. Er zijn kouterruggen met daartussen vanouds moerassige delen. Een belangrijke waterloop is het Sleidings Vaardeke. Verder bestaat het landschap uit veel weiden.

## Politiek
Voor de fusies van 1976 had Sleidinge een eigen gemeentebestuur.

## Bekende personen

### Geboren
- Joseph Pauwels (1818-1876), kunstschilder
- Louis De Reu (1844-1947), volksvertegenwoordiger, bestendig afgevaardigde, burgemeester van Sleidinge
- Pieter Isidore De Greve (1878-1965), volksvertegenwoordiger
- Valère Mekeirel (1925-2014), wielrenner
- Ferdinand De Maertelaere (1925-2007), beursmakelaar, bankier
- Eric Suy (1933-2020), professor, internationaal expert volkenrecht
- Wilfried Martens (1936-2013), eerste minister, voorzitter CVP, voorzitter Europese Volkspartij
- Jan Roegiers (1944-2013), historicus
- Paul Robbrecht (1950), architect
- Johan Geirnaert (1951), atleet
- Ludwig Criel (1951), bestuurder
- Dirk De Keyzer (1958), kunstenaar

### Woonachtig
- Antonius Sanderus (1586-1664), auteur van de Flandria Illustrata en in de 17de eeuw een tijdje pastoor in Sleidinge
- Gustave van Zuylen van Nyevelt (1833-1900), burgemeester van Oostkamp

## Trivia
- In het boek Ex Drummer van Herman Brusselmans, wil de groep The Feminists meedoen aan de rockprijskamp van Sleidinge.
- Het huidige station van Sleidinge dateert van 1911, in 1984 werd het even gesloten maar na hevig protest uit de buurt heropende het op 29 mei 1988. De inwoners van Evergem-centrum moesten zelfs ruim 40 jaar wachten tot een heropening van hun station. Het Station Evergem is sinds 10 juni 2007 weer een vaste halte op de spoorlijn Gent-Eeklo.

## Nabijgelegen kernen
Lovendegem, Evergem, Kluizen, Lembeke, Ertvelde, Waarschoot